# Willows
Ne doit pas être confondu avec Willow.
Willows est une ville de l’État de Californie, siège du comté de Glenn, aux États-Unis. Sa population s'élève à 6 166 habitants lors du recensement de 2010 et est estimée à 6 020 habitants en 2018.

## Démographie
| 1880 | 1890  | 1900 | 1910  | 1920  | 1930  |
| ---- | ----- | ---- | ----- | ----- | ----- |
| 728  | 1 176 | 893  | 1 139 | 2 190 | 2 024 |

| 1940  | 1950  | 1960  | 1970  | 1980  | 1990  |
| ----- | ----- | ----- | ----- | ----- | ----- |
| 2 215 | 3 019 | 4 139 | 4 085 | 4 777 | 5 988 |

| 2000  | 2010  | - | - | - | - |
| ----- | ----- | - | - | - | - |
| 6 220 | 6 166 | - | - | - | - |

## Source
- (en) Cet article est partiellement ou en totalité issu de l’article de Wikipédia en anglais intitulé « Willows, California » (voir la liste des auteurs).

1. ↑  (en) « Census of Population » (consulté le 22 mai 2020)
2. ↑  (en) « Census of Population and Housing », sur Census.gov (consulté le 4 juin 2015)
3. ↑  (en) « Statistiques des États-Unis - Californie - Profils des communautés de 2010 » (consulté en novembre 2020)